# Lobelia galpinii
Lobelia galpinii là loài thực vật có hoa trong họ Hoa chuông. Loài này được Schltr. mô tả khoa học đầu tiên năm 1922.